# Acqua & Sapone (wielerploeg)/2011
Deze pagina geeft een overzicht van de Acqua & Sapone-wielerploeg in 2011.

## Algemeen
Algemeen manager: Palmiro Masciarelli
Ploegleiders: Bruno Cenghialta, Franco Gini
Fietsmerk: Bottecchia

## Renners
| Naam                | Geboortedatum | Nationaliteit | Ploeg 2010           |
| ------------------- | ------------- | ------------- | -------------------- |
| Carlos Betancur     | 13-10-1989    | Colombia      | Neoprof              |
| Rafaâ Chtioui       | 26-01-1986    | Tunesië       |                      |
| Paolo Ciavatta      | 06-11-1984    | Italië        |                      |
| Massimo Codol       | 27-02-1973    | Italië        |                      |
| Claudio Corioni     | 26-12-1982    | Italië        | De Rosa-Stac Plastic |
| Francesco Di Paolo  | 18-04-1982    | Italië        |                      |
| Alessandro Donati   | 08-05-1979    | Italië        |                      |
| Stefano Garzelli    | 16-07-1973    | Italië        |                      |
| Ruggero Marzoli     | 02-04-1976    | Italië        |                      |
| Andrea Masciarelli  | 02-09-1982    | Italië        |                      |
| Simone Masciarelli  | 02-01-1980    | Italië        |                      |
| Vladimir Miholjević | 18-01-1974    | Kroatië       |                      |
| Danilo Napolitano   | 31-01-1981    | Italië        | Katjoesja            |
| Óscar Pachón        | 28-04-1987    | Colombia      | UNE-EPM              |
| Alessandro Proni    | 28-12-1982    | Italië        |                      |
| Cayetano Sarmiento  | 28-03-1987    | Colombia      |                      |
| Fabio Taborre       | 05-06-1985    | Italië        | Androni Giocattoli   |

## Belangrijke overwinningen
Internationale wielerweek
3e etappe: Claudio Corioni
Ronde van Italië
Bergklassment: Stefano Garzelli
GP Città di Camaiore
Winnaar: Fabio Taborre
2004 · 2005 · 2006 · 2007 · 2008 · 2009 · 2010 · 2011 · 2012